# Kenneth Braaten
Kenneth Braaten (* 24. September 1974 in Mo i Rana) ist ein ehemaliger norwegischer Nordischer Kombinierer.

## Werdegang
Braaten gab sein internationales Debüt bei der Junioren-Weltmeisterschaft 1994 in Breitenwang. Dort gewann er im Team die Goldmedaille. Ab 1995 startete Braaten im Weltcup der Nordischen Kombination. Am 13. Januar 1998 konnte er im Sprint sein erstes und einziges Weltcup-Rennen in Ramsau gewinnen. Bei den Olympischen Winterspielen 1998 in Nagano gewann er gemeinsam mit Bjarte Engen Vik, Fred Børre Lundberg und Halldor Skard im Teamwettbewerb die Goldmedaille. In der Saison 1998/99 erreichte Braaten mehrere Podestplätze und beendete die Saison am Ende auf dem sechsten Platz der Weltcup-Gesamtwertung. Bei der Nordischen Skiweltmeisterschaft 1999 in Ramsau gewann er im Teamwettbewerb gemeinsam mit Trond Einar Elden, Fred Børre Lundberg und Bjarte Engen Vik die Silbermedaille. Im Sprint kam er auf den siebten Platz, im Gundersen auf den fünften Platz. Ab der Saison 2000/01 wurden Podestplatzierungen selten, trotzdem erreichte er am Ende nach guten Platzierungen den 12. Platz in der Sprintweltcup-Gesamtwertung. Bei der Nordischen Skiweltmeisterschaft 2001 in Lahti gewann er die Goldmedaille gemeinsam mit Sverre Rotevatn, Kristian Hammer und Bjarte Engen Vik im Teamwettbewerb. In der Saison 2002/03 erreichte er erneut den 12. Platz in der Sprintweltcup-Gesamtwertung. 2003 startete er in Val di Fiemme bei der Nordischen Skiweltmeisterschaft und verpasste dort mit dem Team mit Platz vier die Medaillenränge nur knapp. Nachdem er anschließend zwei Jahre keine vorderen Platzierungen mehr erreicht hatte, beendete er 2005 seine aktive Karriere. Kurz zuvor gewann er jedoch bei den Norwegischen Meisterschaften in Lillehammer Gold im Sprint und Silber im Einzel.

## Erfolge

### Weltcupsiege im Einzel
| Nr. | Datum           | Ort    | Disziplin            |
| --- | --------------- | ------ | -------------------- |
| 1.  | 13. Januar 1998 | Ramsau | Sprint Normalschanze |

### B-Weltcupsiege im Einzel
| Nr. | Datum             | Ort               | Disziplin             |
| --- | ----------------- | ----------------- | --------------------- |
| 1.  | 14. Dezember 1997 | Taivalkoski       | Gundersen Großschanze |
| 2.  | 4. Januar 2002    | Klingenthal       | Sprint Großschanze    |
| 3.  | 13. Dezember 2002 | Steamboat Springs | Sprint Großschanze    |
| 4.  | 14. Dezember 2002 | Steamboat Springs | Sprint Großschanze    |
| 5.  | 15. Dezember 2002 | Steamboat Springs | Gundersen Großschanze |
| 6.  | 19. Dezember 2002 | Park City         | Sprint Großschanze    |
| 7.  | 18. Dezember 2004 | Lake Placid       | Sprint Normalschanze  |